# Martinet (Vendée)
Martinet ist eine französische Gemeinde mit 1.199 Einwohnern (Stand: 1. Januar 2022) im Département Vendée in der Region Pays de la Loire; sie gehört zum Arrondissement Les Sables d’Olonne und zum Kanton Talmont-Saint-Hilaire (bis 2015: Kanton La Mothe-Achard). Die Einwohner werden Martineziens genannt.

## Geographie
Martinet liegt etwa 19 Kilometer westlich von La Roche-sur-Yon und etwa 21 Kilometer nordnordöstlich von Les Sables-d’Olonne. Umgeben wird Martinet von den Nachbargemeinden La Chapelle-Hermier im Norden und Nordwesten, Aizenay im Norden, Beaulieu-sous-la-Roche im Osten und Nordosten, Saint-Georges-de-Pointindoux im Osten und Südosten sowie Saint-Julien-des-Landes im Süden und Westen.

## Bevölkerungsentwicklung
| Jahr                       | 1962 | 1968 | 1975 | 1982 | 1990 | 1999 | 2006 | 2017 |
| Einwohner                  | 668  | 610  | 553  | 527  | 557  | 604  | 720  | 1136 |
| Quellen: Cassini und INSEE |      |      |      |      |      |      |      |      |

## Sehenswürdigkeiten
- Kirche Saint-Pierre